# جيمس آر باث
جيمس رينولد باث (ولد 18 أغسطس 1936)  هو المدير السابق لبنك الاعتماد والتجارة الدولي (بنك الاعتماد والتجارة) (BCCI)، و الواجهة المالية السابقة لسالم بن لادن (الأخ الأكبر غير الشقيق لأسامة بن لادن)،  وأيضا المالك السابق لجزء من أبروست للطاقة و النفط مع جورج دبليو بوش، و الذي معه خدم في الحرس الوطني الجوي لتكساس خلال حرب فيتنام، وحماية ساحل الخليج.
كما لديه مصالح تجارية في مجال الطائرات والعقارات.

## السيرة الذاتية
جيمس آر باث ، هو من السكان الأصليين من ناتشيتوتشس (إحدى قبائل الهنود الحمر)، لويزيانا، انتقل إلى هيوستن في عام 1965, في سن ال 29 انضمام إلى الحرس الجوي الوطني لتكساس ، حيث أصبح صديقا لجورج دبليو بوش. في عام 1972، هو وبوش منعا من الطيران لفشلهما في الاختبار البدني المقرر.
في أواخر 1960s، بعد أن عمل لطيران الأطلسي، باث انتقل إلى هيوستن وأصبح سمسارا للطائرات.
باث حصل على بدايته في العقارات في عام 1973 من خلال تشكيل شراكة مع ابن سناتور تكساس لويد بنتسن، لان، في إيجاد الاستثمارات الموثوقة للسيناتور.
في عام 1978، أصبحت باث مدير مين بانك ، ومقره في هيوستن، تكساس. كان زملائه المستثمرين جون كونالي. الممول السعودي غيث فرعون. و خالد بن محفوظ. أيضا في هذا الوقت، أسس (JB & A) للطيران، وهي شركة وساطة لشركات الطيران، جنبا إلى جنب مع زملائه من رجال الأعمال تايلور جونسون وجيري سميث.
في عام 1980، عين جيمس باث رئيس لشركة كوتوباكس للاستثمارات،وهي شركة مسجلة في جزر كايمان. تم تغيير الاسم إلى سكاي وي لتأجير الطائرات المحدودة ثم استقال مجلس إدارة الشركة بشكل جماعي، و ترك باث مدير وحيد. عملت الشركة كمورد للطائرات و الركاب والشحن الجوي .
أسس باث شركة الجنوب الغربي لخدمات المطارات لإدارة مطار خليج هيوستن ، وتوفير خدمات تموين عسكرية في إلينغتون فيلد.
كان تسريح باث من الحرس الوطني وعلاقاته بعائلة بن لادن و عائلة بوش، و شركة أربوستو (Arbusto) من بين الأتهامات التي نوقشت من قبل مايكل مور وفيلمه الوثائقي لعام 2004 فهرنهايت 9/11، وكذلك في كتابه عام 2003، يا رجل أين بلدي؟. كما نقشت هذه الموضوعات أيضا في عام 2002 في كتاب غريغ بالاست، أفضل ديمقراطية يستطيع المال شراءها وفي 2004 في فيلمه ثروات عائلة بوش، وكذلك عام 2009 في كتاب روس بيكر أسرار من الأسرة .
يعيش جيمس باث في حي نهر أوكس (نهر البلوط)، هيوستن مع زوجته ساندرا. كما أن منزلهم خلف منزل خالد بن محفوظ.

## شركة الجنوب الغربي لخدمات المطارات
وهي شركة مقاولات للتجهيزات العسكرية التي تعمل انطلاقا من 12،500 قدم مربع (1،160 ميل مربع) منشأة في إلينغتون فيلد في ولاية تكساس الأمريكية توفر استئجار السيارات في الموقع، و نظم الطقس المحوسبة والدخول إلى الإنترنت عالي السرعة. كما يوفر خدمات الوقود والدعم للجيش فضلا عن مرافق التدريب.